# 邵善康
邵善康（1934年—），男，浙江鄞县人，中国武术运动员、教练员。在“中华武林百杰”评选活动中被评为十大武术教练。